# S/S Hilda
S/S Hilda var ett norskkbyggt lastfartyg som sänktes under andra världskriget.

## Fartyget
Hilda byggdes 1925 vid Trondheims varv till A/S Djerv. Vintern 1940 räddade Hilda på Nordsjön 30 man från det torpederade danska motorfartyget Chastine Maersk. Under den tyska ockupationen av Norge låg Hilda i Göteborg var hon kvarstannade. Senare rekvirerades hon av den svenska regeringen och sattes i fart mellan Sverige och Tyskland med svensk flagg. Hilda fick sin hemort i Göteborg och det merkantila handhavandet uppdrogs åt ett stort rederi i Göteborg.

## Flyganfallet
Hilda anfölls av tre allierade flygplan den 21 oktober 1941, då ångaren var på väg från Rotterdam till Göteborg med en last av kol. Planen fällde först bomber, varvid minst tre fullträffar och besköts därefter med kulsprutor av andra plan. Hilda sprang läck och tog genast in vatten. Ett tyskt bevakningsfartyg försökte bogsera Hilda ut ur farleden mot land, men under tiden kantrade hon och sjönk, så att endast styrbords bog till sist syntes ovan vattenlinjen. För Hilda inte skulle hindra sjöfarten, sköt det tyska fartyget henne i sank på Lat N52,21,7’ long O4,24,4’ Besättningen bärgades av bevakningsfartyget och landsattes i Cuxhaven.